# Masters de Hamburgo 1994
El Abierto de Hamburgo de 1994 fue un torneo de tenis jugado sobre tierra batida, que fue parte de las Masters Series. Tuvo lugar en Hamburgo, Alemania, desde el 2 de mayo hasta el 9 de mayo de 1994.

## Campeones

### Individuales
Andrei Medvedev vence a  Yevgeny Kafelnikov, 6–4, 6–4, 3–6, 6–3

### Dobles
Scott Melville /  Piet Norval vencen a  Henrik Holm /  Anders Järryd, 7–6, 6–3